# Elif Beyza Kökçüoğlu
Elif Beyza Kökçüoğlu (* 2. September 2009) ist eine türkische Leichtathletin, die sich auf den Mittelstreckenlauf spezialisiert hat.

## Sportliche Laufbahn
Erste internationale Erfahrungen sammelte Elif Beyza Kökçüoğlu im Jahr 2025, als sie bei den Balkan-Hallenmeisterschaften in Belgrad in 2:09,96 min den achten Platz im 800-Meter-Lauf belegte. Im Juli belegte sie beim Europäischen Olympischen Jugendfestival (EYOF) in Skopje in 4:27,59 min den vierten Platz über 1500 Meter sowie in 3:31,17 min auch mit der türkischen Mixed-Staffel über 4-mal 400 Meter.
2025 wurde Kökçüoğlu türkische Hallenmeisterin im 800-Meter-Lauf.

## Persönliche Bestleistungen
- 800 Meter: 2:10,01 min, 10. Mai 2025 in Russe
  - 800 Meter (Halle): 2:08,56 min, 28. Januar 2025 in Istanbul
- 1500 Meter: 4:27,59 min, 26. Juli 2025 in Skopje
  - 1500 Meter (Halle): 4:27,91 min, 21. Februar 2025 in Istanbul